# Bia (telenovela)
Bia è una telenovela argentina creata da Marina Efron, Carmen López-Areal e Jorge Edelstein.
La serie ha esordito il 24 giugno 2019 sull'emittente latino-americana Disney Channel e il 23 settembre 2019 sull'omonima versione italiana.
È la terza telenovela argentina prodotta da Disney, dopo Violetta e Soy Luna.

## Trama

### Prima stagione
Beatriz Urquiza è una ragazza di sedici anni, le sue due migliori amiche sono Chiara e Celeste e coltiva una forte passione per il disegno, infatti Beatriz, chiamata Bia, è dotata di una creatività immensa, è sorridente, positiva e segretamente ama cantare. 
La vita di Bia cambia quando la ragazza, insieme alle sue amiche, entra a far parte del Fundom: una comunità artistica dedicata ai giovani che vogliono esprimere il loro talento: ballo, canto, strumento o disegno, e incontrerà un ragazzo, Manuel, che le cambierà la vita, ma la loro storia sarà difficile per via dell'incidente accaduto 10 anni prima che ha messo in rivalità le due famiglie e per via di Mara che cercherà tutti modi per separarla da Manuel.
Bia inizierà a dubitare ed essere gelosa di Mara quando la vedrà molto vicina a Manuel e cercherà di allontanarla da lui. Al Fundom Bia vivrà molte esperienze con amici ma anche con nemici che vengono da Laix (Network molto famosa), infatti la ragazza si conquisterà sin da subito l'antipatia di Carmín, una nota youtuber esperta di moda che le importano solamente i followers e in alcune occasioni cercherà di giocare a Bia brutti tiri, ma questo non durerà molto a lungo perché genererà maggiore odio verso Mara, ragazza falsa, subdola e calcolatrice che pur di distruggerla e rubarle il suo posto farà di tutto, oltre che per separare Bia e Manuel.
Un altro grande aspetto della vita di Bia è sua sorella maggiore Helena, con cui amava cantare, che si presuppone essere morta in un incidente anni prima, ma l'arrivo di una donna in città potrebbe stravolgere ogni equilibrio nella vita di Bia tra passioni, amori, rivalità, amicizie e misteri.

### Seconda stagione
La seconda stagione si apre con i ragazzi del Fundom pronti per caricare il primo video del BEU, Intanto Bia e Manuel sono più innamorati che mai, mentre Ana racconta a Thiago che nel momento dell'incontro con Bia quest'ultima non l'ha riconosciuta e Ana ne è distrutta. Alex dopo aver scoperto che Manuel è suo fratello diventa un po' scontroso e si scontra con Antonio e gli dice che non dirà nulla riguardo Manuel. Mentre Pietro e Daisy si comportano in modo strano nei confronti di Ana dopo che loro hanno scoperto che lei in realtà non è Ana Da Silvo, nel corso degli episodi Mara e Alex si metteranno insieme, mentre Guillermo nasconde un segreto e quest'ultimo si innamora di una ragazza. Intanto Daisy pensa di inaugurare un nuovo concorso il "Dancing Games" dove vari ballerini faranno il provino, infatti un ballerino mascherato chiamato Giovanni nasconde per ora la sua identità. Carmín dopo aver lasciato Laix, si sta abituando alla sua nuova vita senza i social, con l'aiuto di Jandino riesce a cambiare, ma sarà ostacolata da Daisy perché diffida di lei. Marcos Golden Riesce ad hackerare il wi-fi del Fundom, per questo il primo video del BEU non viene caricato. Nella Residencia Kunst arriverà un nuovo personaggio: Luan, che sembra essere un vecchio amico di Thiago...

## Personaggi e interpreti
- Beatriz "Bia" Urquiza (stagioni 1-2), interpretata da Isabela Souza e doppiata da Lucrezia Marricchi.
Ha sedici anni. È creativa, ingegnosa, determinata e ha un talento naturale per il disegno. Approfitta di qualsiasi opportunità per esprimersi attraverso l'arte e condividere le sue creazioni sui social network. Ha vissuto tra il Brasile e l'Argentina con i suoi genitori Alice e Mariano e con la sorella Helena, con cui Bia aveva una forte connessione e che si suppone essere morta in un incidente automobilistico. Helena ha trasmesso a Bia la passione per il canto e la musica ma adesso, data l'assenza di sua sorella, Bia non canta più per paura di spezzare il vincolo speciale che condivideva con lei.
- Manuel Gutiérrez Quemola (stagioni 1-2), interpretato da Julio Peña Fernández e doppiato da Emanuele Ruzza.
Ha tra i diciotto e i diciannove anni. È introspettivo, coraggioso, affascinante, determinato, a volte sensibile e possiede anche una grande creatività. È il "cugino" di Alex e Victor ed è ospite a casa loro, dove si sente d'intralcio a causa di sua zia Paula, che sembra nutrire disprezzo nei suoi confronti. Aiuta Alex nella creazione e nel montaggio dei suoi video, ma la sua vera passione è la musica, attività che ha coltivato da autodidatta.
- Alex Gutiérrez (stagioni 1-2), interpretato da Guido Messina e doppiato da Alex Polidori.
Ha diciotto anni. È il fratello di Victor e il "cugino" di Manuel. È egocentrico, ambizioso e ama stare al centro dell'attenzione. La sua personalità magnetica ed istrionica ha fatto sì che in poco tempo ricevesse visibilità online, dove ha creato un canale su cui carica video divertenti.
- Carmín Laguardia (stagioni 1-2), interpretata da Andrea de Alba e doppiata da Emanuela Ionica.
Ha tra i venti e i ventidue anni. È una delle influencer più importanti del momento. Nel suo canale dà consigli di moda, make-up e condivide esperienze della sua vita privata. A differenza di come si mostra sui social network, Carmín è in realtà meschina soprattutto con la sua aiutante Mara che crede Carmín sua amica. È opportunista e il suo unico interesse è avere successo e accrescere il numero dei suoi follower. Mara la porterà alla rovina ma nella seconda stagione aprirà un nuovo canale all'interno del Fundom, e nonostante alcuni ostacoli, ricomincia a riprendere popolarità.
- Chiara Callegri, (stagioni 1-2) interpretata da Giulia Guerrini e doppiata da Joy Saltarelli.
Ha sedici anni. È la migliore amica di Bia e Celeste. È uno spirito libero, è sensibile, impulsiva e stravagante. Non pensa al futuro poiché preferisce vivere ogni momento del presente e pensare sempre fuori dagli schemi. Le piace cantare e suonare la chitarra e sogna di formare una band musicale con Celeste.
- Celeste Quinterro (stagioni 1-2), interpretata da Agustina Palma e doppiata da Elisa Carucci.
Ha sedici anni. È la migliore amica di Bia e Chiara. È responsabile, analitica e tende a razionalizzare tutto. Essendo riflessiva ed esigente con se stessa, non riesce sempre a rilassarsi e godersi il presente. Ha il terrore di mostrarsi vulnerabile e di conseguenza di innamorarsi.
- Isabel "Pixie" Ocaranta (stagioni 1-2), interpretata da Daniela Trujillo e doppiata da Gaia Bolognesi.
Ha tra i ventuno e i ventitré anni. È la responsabile del Fundom e svolge il suo ruolo con grande responsabilità ed efficienza. È esperta in tecnologia digitale, macchine fotografiche, luci e montaggio e ama aiutare i ragazzi con i loro video. Silenziosa e attenta, rompe gli stereotipi di genere con il suo look.
- Jhon Caballero (stagione 1), interpretato da Luis Giraldo e doppiato da Jacopo Venturiero.
Ha tra i venti e i ventidue anni. Gli piace cantare e fare musica sampler. A prima vista, può sembrare superficiale ed egoista, ma può essere molto simpatico ed affascinante. Dice sempre quello che pensa senza riflettere sulle conseguenze e cerca costantemente esperienze nuove e stimolanti.
- Daisy Durant (stagioni 1-2), interpretata da Micaela Díaz e doppiata da Eva Padoan.
Ha tra i diciotto e i venti anni. È impulsiva, romantica e logorroica. I suoi genitori sono stati molto esigenti con lei ed è per questo che è molto esigente con se stessa. È una ballerina dal gran talento e le piace realizzare video tutorial di danza. Vive nella Residenza Kunst, dove condivide una grande amicizia con Pietro e Thiago.
- Pietro Benedetto (stagioni 1-2), interpretato da Alan Madanes e doppiato da Flavio Aquilone.
Ha tra i diciotto e i ventuno anni. È molto intelligente, sagace e ha un particolare senso dell'umorismo. Studia giurisprudenza ma coltiva anche una grande passione per la cucina. Vive nella Residenza Kunst, dove ama cucinare per i suoi amici Daisy e Thiago.
- Thiago Kunst, interpretato da Rhener Freitas e doppiato da Luca Mannocci.
Ha tra i ventiquattro e i ventisei anni. I suoi hobby sono il basket e suonare la chitarra. È sportivo, dolce, perseverante e attivo. Viene da una famiglia benestante ed è figlio unico. Dopo la morte di sua madre, Thiago si è trasferito dal Brasile a Buenos Aires, dove si è fatto carico della Residenza Kunst, mansione che apparteneva alla madre.
- Helena Urquiza / Ana, interpretata da Gabriella Di Grecco e doppiata da Valentina Favazza.
Ha ventisette anni. È la sorella maggiore di Bia e condivideva una relazione molto speciale con lei. Quando aveva diciassette anni è stata vittima di un incidente d'auto insieme ai suoi compagni di band Victor e Lucas, evento che le ha fatto perdere la memoria. In seguito all'incidente è scappata via per cercare risposte e ha cambiato identità in Ana ed è per questo che tutti la credono morta da dieci anni. Con il ritorno della memoria, Ana trova il bisogno di ricongiungersi con la sua famiglia ma, sentendosi ancora insicura, si fa aiutare da Thiago, suo vecchio amico, che la accoglie nella Residenza Kunst e la aiuta ad avvicinarsi piano piano a Bia e alla sua famiglia senza svelare la sua identità.
- Marcos Golden, interpretato da Rodrigo Rumi e doppiato da Emiliano Coltorti.
Ha trent'anni. È il CEO ambizioso e senza scrupoli di Laix, il network più popolare del momento. Eccentrico, modaiolo e dispotico, Marcos è un eterno adolescente che ama la sregolatezza ed il cibo spazzatura. Il suo carisma lo aiuta a reclutare i migliori talenti per Laix. Sembra piacerli segretamente Carmín.
- Mara Morales, interpretata da Julia Argüelles e doppiata da Elena Perino.
Ha tra i diciotto e i venti anni. È l'assistente di Carmín, che aiuta nel montaggio dei suoi video. È ordinata, metodica e obbediente, ma in realtà nasconde una personalità pericolosa, calcolatrice e manipolatrice. Si innamora di Manuel e farà di tutto per separarlo da Bia, ma non ci riuscirà perché Manuel è molto innamorato di Bia e questo le genera un maggiore odio verso Bia. Ha un canale YouTubendi nail art che sta crescendo di popolarità.
- Guillermo Ruiz, interpretato da Esteban Velásquez e doppiato da Jacopo Cinque.
È la mano destra di Marcos a Laix. È continuamente sottoposto a vessazioni e umiliazioni da parte di Marcos e non ha mai avuto il coraggio di affrontarlo, situazione che lo ha reso una persona risentita e meschina.
- Jandino, interpretato da Jandino e doppiato da Leonardo Caneva.
Ha vent'anni. È un famoso cantautore che produce le sue canzoni. È molto concentrato sulla sua carriera professionale e vede il web come un veicolo per pubblicizzare la sua musica. Far parte di Laix gli ha permesso di dare una svolta alla sua carriera e gli ha conferito grande visibilità.
- Victor Gutiérrez, interpretato da Fernando Dente e doppiato da Andrea Mete.
Ha ventotto anni. È il fratello maggiore di Alex. Dopo un incidente d'auto, è rimasto su una sedia a rotelle e, nonostante siano trascorsi 10 anni, non è mai riuscito a riprendersi emotivamente. È silenzioso ed introverso, ma a poco a poco cercherà di riconnettersi con la sua grande passione: la musica.
- Aillén, interpretata da Valentina González e doppiata da Sara Labidi.
Ha diciotto anni. È una grande esperta di social network e fan dei principali influencer di Laix. Non si perde nessuna notizia proveniente dal mondo digitale e tramite le sue due aiutanti, Valeria e Julia, è a conoscenza di tutto ciò che accade nel Fundom.
- Luan, interpretato da André Lamoglia e doppiato da Federico Campaiola.

## Episodi
La prima stagione di Bia è suddivisa in tre parti da 20 episodi ciascuna. In America Latina la prima parte è andata in onda dal 24 giugno al 19 luglio, la seconda parte dal 19 agosto al 13 settembre e la terza ed ultima parte dal 14 ottobre all'8 novembre 2019.
In Italia, a differenza dalla trasmissione originale, è suddivisa in due parti da 30 episodi ciascuna: la prima parte è andata in onda dal 23 settembre al 1º novembre 2019, mentre la seconda parte va in onda dal 6 gennaio 2020. Il 25 maggio 2020 viene annunciato che il 1º giugno debutterà su Rai Gulp.
Ad ottobre 2019 è stata annunciata una seconda stagione, trasmessa in America Latina dal 16 marzo 2020. A causa del distanziamento sociale imposto per la pandemia di COVID-19, la trasmissione dei nuovi episodi non si è interrotta all'episodio 20, ma ha proseguito fino all'episodio 40. I restanti 20 episodi, trasmessi prima in Spagna a partire dal 22 giugno, sono stati trasmessi in America Latina a partire dal 29 giugno 2020. In Italia, la seconda stagione è stata resa disponibile in streaming dal 21 luglio 2021 su Disney+.
| Stagioni | Stagioni               | Episodi                | Episodi                | Prima TV America Latina | Prima TV America Latina | Prima TV Spagna   | Prima TV Spagna  | Prima TV Italia   | Prima TV Italia  |
| Stagioni | Stagioni               | Episodi                | Episodi                | Inizio                  | Fine                    | Inizio            | Fine             | Inizio            | Fine             |
| -------- | ---------------------- | ---------------------- | ---------------------- | ----------------------- | ----------------------- | ----------------- | ---------------- | ----------------- | ---------------- |
|          | Prima stagione         | 60                     | 20                     | 24 giugno 2019          | 19 luglio 2019          | 16 settembre 2019 | 17 ottobre 2019  | 23 settembre 2019 | 18 ottobre 2019  |
|          | Prima stagione         | 60                     | 20                     | 19 agosto 2019          | 13 settembre 2019       | 21 ottobre 2019   | 21 novembre 2019 | 21 ottobre 2019   | 17 gennaio 2020  |
|          | Prima stagione         | 60                     | 20                     | 14 ottobre 2019         | 8 novembre 2019         | 25 novembre 2019  | 2 gennaio 2020   | 20 gennaio 2020   | 14 febbraio 2020 |
|          | Seconda stagione       | 60                     | 40                     | 16 marzo 2020           | 8 maggio 2020           | 13 aprile 2020    | 18 giugno 2020   | 21 luglio 2021    | 21 luglio 2021   |
|          | Seconda stagione       | 60                     | 20                     | 29 giugno 2020          | 24 luglio 2020          | 22 giugno 2020    | 23 luglio 2020   | 21 luglio 2021    | 21 luglio 2021   |
|          | Bia: Un Mundo Al Revés | Bia: Un Mundo Al Revés | Bia: Un Mundo Al Revés | 19 febbraio 2021        | 19 febbraio 2021        | inedita           | inedita          | inedita           | inedita          |

## Musica
La serie contiene canzoni originali in spagnolo e portoghese.
Il primo album musicale della serie, intitolato Así yo soy, contenente 19 canzoni tratte dalla prima stagione della serie, è uscito il 14 giugno 2019. L'8 novembre 2019 è stato rilasciato Si vuelvo a nacer, album contenente 12 canzoni, di cui 3 inedite e 3 riarrangiamenti (le versioni in spagnolo di Lo mejor comienza e Si vuelvo a nacer e la versione di Fuerza Interior cantata da Julia Argüelles). Il 6 marzo 2020 è stato pubblicato Grita, album contenente 12 canzoni tratte dalla seconda stagione. Il 12 febbraio 2021 viene pubblicato Bia: Un mundo al réves, album contenente 6 canzoni inedite tratte dall'omonimo speciale.
| Anno | Dettagli |
| ---- | --- |
| 2019 | Así yo soy - Pubblicazione: 14 giugno 2019 - Formati: CD, download digitale - Etichetta: Walt Disney Records               |
| 2019 | Si Vuelvo A Nacer - Pubblicazione: 8 novembre 2019 - Formati: download digitale - Etichetta: Walt Disney Records           |
| 2020 | Grita - Pubblicazione: 6 marzo 2020 - Formati: CD, download digitale - Etichetta: Walt Disney Records                      |
| 2021 | Bia: Un mundo al revés - Pubblicazione: 12 febbraio 2021 - Formati: CD, download digitale - Etichetta: Walt Disney Records |

## Media
I personaggi e i network della serie posseggono dei propri profili sulla piattaforma Instagram, dove vengono pubblicati contenuti (foto, video, storie) paralleli agli eventi che accadono durante la trasmissione originale della serie.
| Personaggio/network | Profilo          |
| ------------------- | ---------------- |
| Bia Urquiza         | artbia           |
| Manuel Gutiérrez    | manucomposer     |
| Alex Gutiérrez      | soyalexok        |
| Carmín Laguardia    | carmin           |
| Chiara Callegri     | musicchiarac     |
| Celeste Quinterro   | musicceleste     |
| Daisy Durant        | daisydancer      |
| Pietro Benedetto    | pietrocook       |
| Pixie Ocaranta      | pixie_d160       |
| Jhon Caballero      | jhoncaballerook  |
| Mara Morales        | mstyle           |
| Guillermo Ruiz      | guillermo        |
| Marcos Golden       | likemarcosgolden |
| Víctor Gutiérrez    | victor.gutrz     |
| Jandino             | jandinotheone    |
| Aillen              | yosoyaillen      |
| Thiago Kunst        | thiago_kunst     |
| Fundom              | fundom           |
| Laix                | laix             |

## Produzione
La serie è stata annunciata il 17 agosto 2018 tramite un promo. Il 21 agosto 2018 è stato annunciato in una conferenza stampa che la serie sarebbe stata diretta da Jorge Bechara e Daniel De Filippo e prodotta da Pegsa e Non Stop, in collaborazione con Disney Channel Europa, Medio Oriente e Africa; è stato inoltre annunciato il cast principale.
Le riprese delle prime due stagioni, girate in back to back, sono cominciate a settembre 2018 per concludersi ad ottobre 2019. A fine 2019 è stato registrato Bia: Un .undo al revés, uno speciale di un'ora e mezza che è stato pubblicato su Disney+ il 19 febbraio 2021.

## Promozione
Il primo teaser è stato trasmesso in America Latina subito dopo la messa in onda dell'episodio conclusivo di Soy Luna il 17 agosto 2018. Il 31 dicembre 2018 è stato trasmesso un ulteriore promo, mentre il trailer ufficiale è stato distribuito il 24 marzo 2019.
Per presentare la serie, è stato organizzato un tour promozionale in alcuni paesi dell'America Latina, in cui è stato presentato il primo episodio e il cast si è esibito in alcune canzoni tratte dal primo album della serie. Il tour è incominciato in Argentina il 14 giugno 2019, e ha poi fatto tappa in Brasile (16 giugno), Messico (19 giugno) e Colombia (21 giugno).
Successivamente, come accaduto per Violetta e Soy Luna, è stato confermato un tour internazionale nei paesi dell’America Latina come Argentina, Perù, Colombia, Messico, Venezuela e Brasile. Previsto per marzo 2020, il tour è stato però inizialmente posticipato a causa della pandemia di COVID-19 per poi essere del tutto cancellato.
In Italia il primo promo è stato trasmesso su Disney Channel il 2 novembre 2018, di seguito all'ultimo episodio di Soy Luna. Il trailer ufficiale è stato distribuito il 5 luglio 2019.

## Trasmissioni internazionali

### Prima stagione
| Paese | Canale         | Inizio Prima TV   | Fine Prima TV    | Titolo | Fonte         |
| --- | -------------- | ----------------- | ---------------- | ------ | ------------- |
| Argentina Bolivia Cile Colombia Cuba Costa Rica Ecuador El Salvador Guatemala Haiti Honduras Nicaragua Messico Panama Paraguay Perù Rep. Dominicana Uruguay Venezuela | Disney Channel | 24 giugno 2019    | 8 novembre 2019  | Bia    | [ 12 ]        |
| Brasile | Disney Channel | 24 giugno 2019    | 8 novembre 2019  | Bia    | [ 13 ]        |
| Spagna | Disney Channel | 16 settembre 2019 | 2 gennaio 2020   | Bia    | [ 14 ]        |
| Andorra | Disney Channel | 16 settembre 2019 | 2 gennaio 2020   | Bia    | [ 14 ]        |
| Italia | Disney Channel | 23 settembre 2019 | 14 febbraio 2020 | Bia    | [ 10 ] [ 11 ] |
| San Marino | Disney Channel | 23 settembre 2019 | 14 febbraio 2020 | Bia    | [ 10 ] [ 11 ] |
| Svizzera | Disney Channel | 23 settembre 2019 | 14 febbraio 2020 | Bia    | [ 10 ] [ 11 ] |
| Portogallo | Disney Channel | 7 ottobre 2019    | 9 giugno 2020    | Bia    | [ 15 ]        |
| Angola | Disney Channel | 7 ottobre 2019    | 9 giugno 2020    | Bia    | [ 15 ]        |
| Mozambico | Disney Channel | 7 ottobre 2019    | 9 giugno 2020    | Bia    | [ 15 ]        |
| Israele | Disney Channel | 3 novembre 2019   | 23 gennaio 2020  | ביה    | [ 16 ]        |
| Romania | Disney Channel | 4 novembre 2019   | 1º maggio 2020   | Bia    | [ 17 ]        |
| Bulgaria | Disney Channel | 4 novembre 2019   | 1º maggio 2020   | Биа    |               |
| Rep. Ceca | Disney Channel | 4 novembre 2019   | 1º maggio 2020   | Bia    |               |
| Slovacchia | Disney Channel | 4 novembre 2019   | 1º maggio 2020   | Bia    |               |
| Ungheria | Disney Channel | 4 novembre 2019   | 1º maggio 2020   | Bia    |               |
| Polonia | Disney Channel | 11 novembre 2019  | 1º maggio 2020   | Bia    | [ 18 ]        |
| Francia | Disney Channel | 6 gennaio 2020    | 16 aprile 2020   | Bia    | [ 19 ]        |
| Belgio | Disney Channel | 6 gennaio 2020    | 27 marzo 2020    | Bia    | [ 19 ]        |
| Paesi Bassi | Disney Channel | 6 gennaio 2020    | 27 marzo 2020    | Bia    |               |

### Seconda stagione
| Paese | Canale         | Inizio Prima TV  | Fine Prima TV     | Titolo | Fonte  |
| --- | -------------- | ---------------- | ----------------- | ------ | ------ |
| Argentina Bolivia Cile Colombia Cuba Costa Rica Ecuador El Salvador Guatemala Haiti Honduras Nicaragua Messico Panama Paraguay Perù Rep. Dominicana Uruguay Venezuela | Disney Channel | 16 marzo 2020    | 24 luglio 2020    | Bia    | ,      |
| Brasile | Disney Channel | 16 marzo 2020    | 6 novembre 2020   | Bia    | [ 25 ] |
| Spagna | Disney Channel | 13 aprile 2020   | 23 luglio 2020    | Bia    | ,      |
| Andorra | Disney Channel | 13 aprile 2020   | 23 luglio 2020    | Bia    | ,      |
| Israele | Disney Channel | 5 luglio 2020    | 24 settembre 2020 | ביה    | [ 28 ] |
| Portogallo | Disney Channel | 5 ottobre 2020   | 30 luglio 2021    | Bia    | [ 29 ] |
| Angola | Disney Channel | 5 ottobre 2020   | 30 luglio 2021    | Bia    | [ 29 ] |
| Mozambico | Disney Channel | 5 ottobre 2020   | 30 luglio 2021    | Bia    | [ 29 ] |
| Paesi Bassi | Disney Channel | 2 novembre 2020  | 22 gennaio 2021   | Bia    |        |
| Romania | Disney Channel | 2 novembre 2020  | 25 gennaio 2021   | Bia    |        |
| Bulgaria | Disney Channel | 2 novembre 2020  | 25 gennaio 2021   | Биа    |        |
| Polonia | Disney Channel | 9 novembre 2020  | 29 gennaio 2021   | Bia    | [ 30 ] |
| Rep. Ceca | Disney Channel | 9 novembre 2020  | 2 febbraio 2021   | Bia    |        |
| Slovacchia | Disney Channel | 9 novembre 2020  | 2 febbraio 2021   | Bia    |        |
| Ungheria | Disney Channel | 9 novembre 2020  | 2 febbraio 2021   | Bia    |        |
| Belgio | Disney Channel | 21 dicembre 2020 | 2022              | Bia    |        |
| Francia | Disney+        | 5 marzo 2021     | 5 marzo 2021      | Bia    |        |
| Italia | Disney+        | 21 luglio 2021   | 21 luglio 2021    | Bia    |        |
| Italia | Rai Gulp       | 29 gennaio 2022  | 29 marzo 2022     | Bia    |        |